# Decidim Ripollet
Decidim Ripollet (ADR, Ara Decidim Ripollet) es una plataforma municipalista de Ripollet formada por integrantes de diferentes organizaciones políticas, como COP-Compromís per Ripollet, Podemos, Procés Constituent, el colectivo antifascista Mai Més e independientes.
También participan personas vinculadas a la CUP, Catalunya en Comú y Esquerra Unida i Alternativa. 
Se comenzó a gestar en 2014 en la segunda asamblea del proceso Crida per Ripollet (impulsado por COP-Compromís per Ripollet). La plataforma se adhirió a las Candidatures Alternatives del Vallès.
Fue la lista más votada en las elecciones municipales de 2015 y 2019, consiguiendo así la alcaldía en ambas ocasiones con José María Osuna López a la cabeza.

## Resultados electorales en Ripollet
| Elecciones | Candidato/a      | Votos | %           | Regidoras | +/– | Gobierno  |
| ---------- | ---------------- | ----- | ----------- | --------- | --- | --------- |
| 2015       | José María Osuna | 4.750 | 33,74% (#1) | 9/21      | 5   | Alcaldía  |
| 2019       | José María Osuna | 6.578 | 39,98% (#1) | 10/21     | 1   | Alcaldía  |
| 2023       | Txell Caler      | 3.650 | 25,13% (#2) | 6/21      | 4   | Oposición |